# Cleveland Institute of Music

Logo

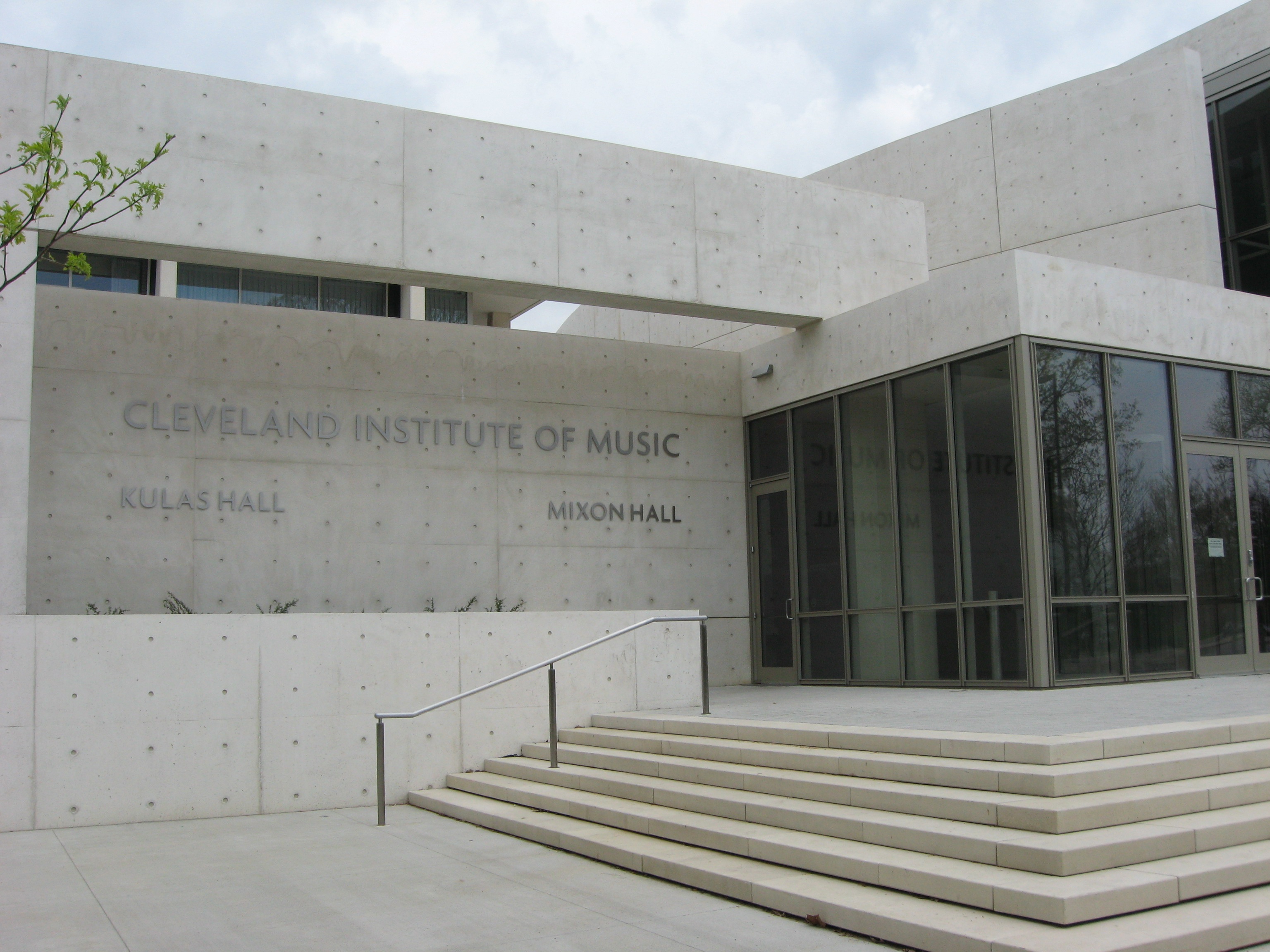
Cleveland Institute of Music

Das Cleveland Institute of Music ist ein privates Konservatorium in Cleveland, Ohio.

## Geschichte
Das Institut wurde 1920 von mehreren Unterstützern unter der Leitung von Martha Bell und Mary Hutchens gegründet. Erster Direktor wurde der aus der Schweiz stammende Komponist Ernest Bloch, der das Amt bis 1926 versah und dann nach San Francisco ging.
Für die Studenten gehörte es von Anfang zur Pflicht, eng mit dem Cleveland Orchestra zusammenzuarbeiten.
Derzeit (2023) hat das Cleveland Institute of Music 185 Lehrkräfte und 325 Studenten. Präsident ist Paul Hogle.
Die Musikhochschule ist Mitglied der National Association of Schools of Music und der Higher Learning Commission.

## Namhafte Lehrkräfte
- Sergei Babayan (* 1961), Klavier
- Victor Babin (1908–1972), Klavier
- Jamey Haddad (* 1952), Schlagzeug
- Yolanda Kondonassis (* 1963), Harfe
- Edwin Arthur Kraft (1883–1962), Orgel
- William Kroll (1901–1980), Violine und Komposition
- Jaime Laredo (* 1941), Violine
- Arthur Loesser (1894–1969), Klavier
- Antonio Pompa-Baldi (* 1974), Klavier
- Quincy Porter (1897–1966), Komposition
- Bernard Rogers (1893–1968), Komposition
- David Shifrin (* 1950), Klarinette

## Ehemalige Studierende
- Benny Bailey (1925–2005), Jazz-Trompeter
- Mike Block (* 1982), Cellist
- Jim Brickman (* 1961), Pianist und Songwriter
- David Diamond (1915–2005), Komponist
- Dennis Eberhard (1943–2005), Komponist
- Donald Erb (1927–2008), Komponist
- Chuck Findley (* 1947), Jazz-Trompeter
- Jim Hall (1930–2013), Gitarrist
- Stefan de Leval Jezierski (* 1954), Hornist
- Anton Kuerti (* 1938), Pianist
- Martin Leung (* 1986), Pianist
- John Mackey (* 1973), Komponist
- Mildred Miller (1924–2023), Opernsängerin (Mezzosopran)
- Kermit Moore (1929–2013), Cellist und Komponist
- Judy Niemack (* 1954), Jazz-Sängerin
- Joshua Roman (* 1983), Cellist
- Hale Smith (1925–2009), Komponist und Pianist
- Bross Townsend (1933–2003), Blues- und Jazz-Pianist
- Daniil Trifonow (* 1991), Pianist
- Alisa Weilerstein (* 1982), Cellistin